# ドイチェ・フースバルマイスターシャフト1958-1959
ドイチェ・フースバルマイスターシャフト 1958-1959 はドイツサッカー協会によって開催された第50回目のクラブチーム全国大会である。アイントラハト・フランクフルトが初優勝し、1回目のドイチャー・フースバルマイスターの座に就いた。

## 出場クラブ[1]

### 予備予選
| ヴェルダー・ブレーメン     | → フースバル・オーバーリーガ1958-1959ノルト準優勝 |
| ボルシア・ノインキルヒェン | → オーバーリーガ・ズュートヴェスト1958-1959準優勝 |

### 本大会
| ハンブルガーSV                 | → オーバーリーガ・ノルト1958-1959マイスター           |
| ヴェストファリア・ヘルネ       | → オーバーリーガ・ヴェスト1958-1959マイスター         |
| 1.FCケルン                     | → オーバーリーガ・ヴェスト1958-1959準優勝             |
| FKピルマゼンス                 | → オーバーリーガ・ズュートヴェスト1958-1959マイスター |
| アイントラハト・フランクフルト | → オーバーリーガ・ズュート1958-1959マイスター         |
| キッカース・オッフェンバッハ   | → オーバーリーガ・ズュート1958-1959準優勝             |
| SCタスマニア1900ベルリン       | → フェアトラークスリーガ・ベルリン1958-1959マイスター |
| ヴェルダー・ブレーメン         | → 予備予選の勝者                                      |

## 予備予選
| 1959年5月3日 | ヴェルダー・ブレーメン                                                             | 6 – 3 | ボルシア・ノインキルヒェン                  | デュッセルドルフ                                                   |  |
|              | シュッツ 15分 · シュレーダー 17分 (pen.), 83分, 89分 · Wilmovius 30分 · Barth 51分 |       | リンゲル 70分 · Follmann 74分 · Meurer 75分 | 競技場: ラインシュタディオン 観客数: 32,000 主審: Malka (ヘルテン) |  |

## グループステージ

### グループ1
| 順 | チーム                         | 試 | 勝 | 分 | 敗 | 得 | 失 | 得率  | 点 | 出場権   |     | SGE | KOE | FKP | SVW |
| -- | ------------------------------ | -- | -- | -- | -- | -- | -- | ----- | -- | -------- | --- | --- | --- | --- | --- |
| 1  | アイントラハト・フランクフルト | 6  | 6  | 0  | 0  | 26 | 11 | 2.364 | 12 | 決勝進出 |     | —   | 2–1 | 3–2 | 4–2 |
| 2  | 1.FCケルン                     | 6  | 2  | 1  | 3  | 10 | 14 | 0.714 | 5  |          |     | 2–4 | —   | 3–2 | 2–2 |
| 3  | FKピルマゼンス                 | 6  | 2  | 0  | 4  | 16 | 18 | 0.889 | 4  |          | 2–6 | 4–0 | —   | 4–1 |     |
| 4  | ヴェルダー・ブレーメン         | 6  | 1  | 1  | 4  | 12 | 21 | 0.571 | 3  |          | 2–7 | 0–2 | 5–2 | —   |     |

| 1959年5月16日 | FKピルマゼンス                                          | 4 – 0 | 1.FCケルン | ルートヴィヒスハーフェン・アム・ライン                                                     |  |
|               | カピトゥルスキ 15分, 57分 · Seebach 47分 · Schroer 59分 |       |            | 競技場: ズュートヴェストシュタディオン 観客数: 60,000 主審: Kandlbinder (レーゲンスブルク) |  |

| 1959年5月16日 | ヴェルダー・ブレーメン | 2 – 7    | アイントラハト・フランクフルト                                                                       | ブレーメン                                                                  |  |
|               | シュッツ 34分, 65分    | レポート | クレス 10分 · ファイゲンシュパン 14分, 23分, 89分 · シュティンカ 55分 · プファフ 80分 · Schymik 88分 | 競技場: ヴェーザーシュタディオン 観客数: 42,000 主審: Baumgärtel (ハーゲン) |  |

| 1959年5月23日 | アイントラハト・フランクフルト                | 3 – 2 | FKピルマゼンス            | フランクフルト・アム・マイン                                                 |  |
|               | ファイゲンシュパン 41分 · スターニ 56分, 62分 |       | カピトゥルスキ 37分, 58分 | 競技場: ヴァルトシュタディオン 観客数: 81,000 主審: Schulenburg (ハンブルク) |  |

| 1959年5月23日 | 1.FCケルン                     | 2 – 2 | ヴェルダー・ブレーメン            | ケルン                                                                                       |  |
|               | ブルンクス 6分 · レーリヒ 76分 |       | シュッツ 52分 · シュレーダー 90分 | 競技場: ミュンガースドルファー・シュタディオン 観客数: 38,000 主審: Fritz (オッガースハイム) |  |

| 1959年5月30日 | FKピルマゼンス                                       | 4 – 1 | ヴェルダー・ブレーメン | ルートヴィヒスハーフェン・アム・ライン                                                 |  |
|               | カピトゥルスキ 12分, 52分 · Laag 22分 · Seebach 39分 |       | Barth 56分             | 競技場: ズュートヴェストシュターディオン 観客数: 40,000 主審: Fischer (アウクスブルク) |  |

| 1959年5月30日 | アイントラハト・フランクフルト        | 2 – 1 | 1.FCケルン           | フランクフルト・アム・マイン                                            |  |
|               | クレス 13分 · ファイゲンシュパン 33分 |       | デルナー 75分 (pen.) | 競技場: ヴァルトシュタディオン 観客数: 65,000 主審: Treichel (ベルリン) |  |

| 1959年6月7日 | 1.FCケルン                  | 2 – 4 | アイントラハト・フランクフルト                                         | ケルン                                                                                           |  |
|              | Fendel 19分 · レーリヒ 72分 |       | リンドナー 3分 · クレス 27分 · ファイゲンシュパン 64分 · マイアー 75分 | 競技場: ミュンガースドルファー・シュタディオン 観客数: 35,000 主審: Dusch (カイザースラウテルン) |  |

| 1959年6月7日 | ヴェルダー・ブレーメン                                                                    | 5 – 2 | FKピルマゼンス              | ブレーメン                                                                     |  |
|              | シュッツ 13分 · シュレーダー 62分 (pen.) · シメチェク 69分 · Barth 75分 · Hagenacker 87分 |       | Weishaar 2分 · Seebach 57分 | 競技場: ヴェーザーシュタディオン 観客数: 20,000 主審: Thier (ゲルゼンキルヘン) |  |

| 1959年6月13日 | FKピルマゼンス                                  | 2 – 6 | アイントラハト・フランクフルト                                                           | ルートヴィヒスハーフェン・アム・ライン                  |  |
|               | カピトゥルスキ 59分 (pen.) · ルッツ 78分 (o.g.) |       | クレス 2分, 80分 · ファイゲンシュパン 4分, 22分 (pen.) · スターニ 19分 · リンドナー 72分 | 競技場: ズュートヴェストシュターディオン 観客数: 50,000 |  |

| 1959年6月13日 | ヴェルダー・ブレーメン | 0 – 2 | 1.FCケルン                   | ブレーメン                                                               |  |
|               |                        |       | Jost 61分 · Gero Bisanz 85分 | 競技場: ヴェーザーシュタディオン 観客数: 25,000 主審: Eckel (ミュンヘン) |  |

| 1959年6月20日 | アイントラハト・フランクフルト                                | 4 – 2 | ヴェルダー・ブレーメン         | フランクフルト・アム・マイン                                                 |  |
|               | スターニ 23分, 51分 · プファフ 43分 · ファイゲンシュパン 89分 |       | シュッツ 35分 · Wilmovius 39分 | 競技場: ヴァルトシュタディオン 観客数: 26,000 主審: Thier (ゲルゼンキルヘン) |  |

| 1959年6月20日 | 1.FCケルン                      | 3 – 2 | FKピルマゼンス     | ケルン                                                                                       |  |
|               | ミュラー 15分, 64分 · Jost 41分 |       | Seebach 28分, 55分 | 競技場: ミュンガースドルファー・シュタディオン 観客数: 12,000 主審: Schulenburg (ハンブルク) |  |

### グループ2
| 順 | チーム                       | 試 | 勝 | 分 | 敗 | 得 | 失 | 得率  | 点 | 出場権   |     | KOF | HSV | SCW | SCT |
| -- | ---------------------------- | -- | -- | -- | -- | -- | -- | ----- | -- | -------- | --- | --- | --- | --- | --- |
| 1  | キッカース・オッフェンバッハ | 6  | 4  | 1  | 1  | 14 | 9  | 1.556 | 9  | 決勝進出 |     | —   | 3–2 | 2–1 | 3–2 |
| 2  | ハンブルガーSV               | 6  | 4  | 0  | 2  | 13 | 8  | 1.625 | 8  |          |     | 1–0 | —   | 4–2 | 3–0 |
| 3  | ヴェストファリア・ヘルネ     | 6  | 2  | 0  | 4  | 8  | 13 | 0.615 | 4  |          | 1–4 | 3–1 | —   | 1–0 |     |
| 4  | SCタスマニア1900ベルリン     | 6  | 1  | 1  | 4  | 6  | 11 | 0.545 | 3  |          | 2–2 | 0–2 | 2–0 | —   |     |

| 開催日        | 試合                         | 試合 | 試合                         | 結果      | 会場                                                   | 観客数 |
| 1959年5月16日 | ヴェストファリア・ヘルネ     | –    | SCタスマニア1900ベルリン     | 1–0 (1–0) | ドルトムント, シュターディオン・ローテ・エアデ         | 30,000 |
| 1959年5月16日 | キッカース・オッフェンバッハ | –    | ハンブルガーSV               | 3–2 (0–2) | フランクフルト・アム・マイン, ヴァルトシュターディオン | 80,000 |
| 1959年5月23日 | ハンブルガーSV               | –    | ヴェストファリア・ヘルネ     | 4–2 (2–0) | ハンブルク, フォルクスパルクシュタディオン             | 70,000 |
| 1959年5月23日 | SCタスマニア1900ベルリン     | –    | キッカース・オッフェンバッハ | 2–2 (0–2) | オリンピアシュタディオン・ベルリン                     | 70,000 |
| 1959年5月30日 | SCタスマニア1900ベルリン     | –    | ハンブルガーSV               | 0–2 (0–0) | オリンピアシュターディオン・ベルリン                   | 90,000 |
| 1959年5月30日 | ヴェストファリア・ヘルネ     | –    | キッカース・オッフェンバッハ | 1–4 (0–1) | ドルトムント, シュターディオン・ローテ・エアデ         | 45,000 |
| 1959年6月7日  | ハンブルガーSV               | –    | SCタスマニア1900ベルリン     | 3–0 (0–0) | ハンブルク, フォルクスパルクシュターディオン           | 65,000 |
| 1959年6月7日  | キッカース・オッフェンバッハ | –    | ヴェストファリア・ヘルネ     | 2–1 (0–0) | フランクフルト・アム・マイン, ヴァルトシュターディオン | 56,000 |
| 1959年6月13日 | ヴェストファリア・ヘルネ     | –    | ハンブルガーSV               | 3–1 (1–1) | ドルトムント, シュターディオン・ローテ・エアデ         | 42,000 |
| 1959年6月13日 | キッカース・オッフェンバッハ | –    | SCタスマニア1900ベルリン     | 3–2 (0–1) | フランクフルト・アム・マイン, ヴァルトシュターディオン | 35,000 |
| 1959年6月20日 | ハンブルガーSV               | –    | キッカース・オッフェンバッハ | 1–0 (0–0) | ハンブルク, フォルクスパルクシュターディオン           | 65,000 |
| 1959年6月20日 | SCタスマニア1900ベルリン     | –    | ヴェストファリア・ヘルネ     | 2-0 (0–0) | オリンピアシュターディオン・ベルリン                   | 22,000 |

## 決勝
| アイントラハト・フランクフルト                                      | 5–3 (延長) | キッカース・オッフェンバッハ                              |
| ------------------------------------------------------------------- | ---------- | --------------------------------------------------------- |
| - スターニ 1分, 108分 - ファイゲンシュパン 14分, 92分 (pen.), 119分 | レポート   | - クラウス 8分 - プライゼンデアファー 23分 - ガスト 110分 |

| アイントラハト・フランクフルト | キッカース・オッフェンバッハ |

| GK                   | 1  | エゴン・ロイ                          |
| RB                   | 5  | ハンス＝ヴァルター・アイゲンブロット  |
| LB                   | 4  | ヘアマン・ヘーファー                  |
| RH                   | 7  | ディーター・シュティンカ              |
| CH                   | 3  | フリーデル・ルッツ                    |
| LH                   | 2  | ハンス・ヴァイルベッヒャー            |
| OR                   | 11 | リヒャート・クレス                    |
| IR                   | 6  | イシュトヴァーン・スターニ            |
| CF                   | 9  | エッケハート・ファイゲンシュパン      |
| IL                   | 8  | ディーター・リンドナー (サッカー選手) |
| OL                   | 10 | アルフレート・プファフ                |
| 監督                 |    |                                       |
| パウル・オスヴァルト |    |                                       |

| GK                     | 1  | ヴァルター・ツィマーマン (サッカー選手) |
| RB                     | 2  | カール・ヴァルトマン (サッカー選手)     |
| LB                     | 3  | アルフレート・シュールトハイス          |
| RH                     | 10 | ヴィリ・カイム                          |
| CH                     | 6  | ハインツ・リヒトル                      |
| LH                     | 5  | エアンスト・ヴァーデ                    |
| OR                     | 9  | エンゲルバート・クラウス                |
| IR                     | 4  | ヘアマン・ヌーバー                      |
| CF                     | 11 | ジークフリート・ガスト                  |
| IL                     | 7  | ゲアハート・カウフホルト                |
| OL                     | 8  | ヘルムート・プライゼンデアファー        |
| 監督                   |    |                                         |
| ボーグダン・ツーヴァイ |    |                                         |